# Karrenberg
Karrenberg (česky doslovně Trakařový vrch) je 391 m vysoký vrch na území města Neustadt in Sachsen (místní část Polenz) v zemském okrese Saské Švýcarsko-Východní Krušné hory v Sasku.

## Charakteristika
Vrch leží v německé části Šluknovské pahorkatiny (Lausitzer Bergland) a její mesogeochoře Západní hornolužická vrchovina (Westliches Oberlausitzer Bergland). Geologické podloží tvoří v jižní části lužický granodiorit, který v severní části střídá dvojslídý hybridní granodiorit. Granodioritem na dvou místech prostupuje amfibolit a prokázána je též žíla doleritu. Převládajícími půdními typy jsou podzolová kambizem a parakambizem, které doplňuje koluvizem. Karrenberg je ze všech stran ohraničen vodními toky: při jižním úpatí protéká západním směrem Polenz, při severním a západním úpatí protéká Loßbach a při východním Schloßbach. Vrch tak náleží k povodí Labe a k úmoří Severního moře. Většina vrchu je zemědělsky využívána, pouze západně od vrcholu se nachází malý háj. Po severním svahu prochází státní silnice S 159 spojující Neustadt se Stolpenem.